# Christine Neubauer
Christine Neubauer (née le 24 juin 1962 à Munich) est une actrice, lectrice à la radio et écrivaine allemande.

## Biographie

### Éducation
Christine Neubauer a fréquenté l'école secondaire Mary Ward à Nymphenburg dont elle sort diplômée en 1978 avec un certificat intermédiaire. Elle a étudié pendant deux semestres la psychologie et a ensuite pris des cours de théâtre. Par la suite, elle a assisté à la Strasberg Theatre Lee and Film Institute à New York. Au début des années 1980, elle était au Théâtre national de Munich, le Théâtre de la jeunesse et de la petite comédie.

### Cinéma et télévision
Après les débuts à la télévision de Christine Neubauer en tant que mère d'un bébé dans la série Der Andro–Jäger en 1984, l'actrice fit dans la même année ses débuts au cinéma dans le film Tapetenwechsel. Après, elle est apparue dans d'autres films de télévision dans des petits rôles, elle a joué en 1985 dans la comédie Seemann, gib Obacht! (Marin, donner des soins !).
En 1987, elle occupe un rôle dans la série télévisée Löwengrube (La tanière du lion). En 1992, elle a reçu le Prix Adolf-Grimme pour son interprétation de Traudl Grandauer dans la série précitée.
En plus de son travail d'actrice, Neubauer est l'auteure de Vollweib, une série de livres.

### Vie privée
Neubauer a épousé en 1990, Lambert Dinzinger, un journaliste sportif et présentateur à la radio Bayerischen Rundfunk. 
Ils ont un fils en 1992 qui jouera un rôle en 2004 dans le film de Neubauer Eva Zacharias, jouant avec sa mère dans un jeu télévisé.
En novembre 2011, Neubauer demande le divorce. Depuis 2012, elle est en couple avec le photographe chilien José Campos.

### L'engagement social
Depuis 2007, Christine Neubauer est engagée avec l'association pour enfants Save the Children. Elle a également été nommée en octobre 2007 Ambassadrice de la Croix-Rouge allemande. Elle est également un mentor de Lilalu et s'engage à Plan International.

## Filmographie

### Cinéma
- 1987 : Taxi nach Kairo de Frank Ripploh : Klara
- 1989 : Otto – Der Außerfriesische de Marijan Vajda et Otto Waalkes : Frieda
- 1992 : Ein Fall für TKKG: Drachenauge de Ulrich König
- 1996 : Alle für die Mafia de Gernot Friedel : Rita Hollenzer
- 2000 : Pain au chocolat – Chocolate Pain de Stefan Panzner : Konditorin (court métrage)

### Télévision

#### Séries télévisées
- 1984 : Le Renard, 2 épisodes
- 1984 : Soko brigade des stups épisode Schutzgeld
- 1984 : Derrick: Stellen Sie sich vor, man hat Dr. Prestel erschossen (Maître Prestel)
- 1988 : Liebesgeschichten, épisode Der Rosenhain
- 1989-1992 : Löwengrube, 24 épisodes
- 1994 : Rex, chien flic, 1 épisode : Helga Felsner
- 1997 : Liebling Kreuzberg, épisode Unter uns Machos : Nelli Wunderlich
- 1997 : Mali : Amalie Hohenester
- 2000 : Der Kapitän, épisode Das Geheimnis der Viking : Beate Wollitz
- 2001 : Tatort, épisode Böses Blut : Margit Karner
- 2002 : Die Rosenheim-Cops, épisode Hopfen und Malz : Katharina Veitl
- 2001 : Verdammt verliebt, épisodes Traummann verzweifelt gesucht et Der perfekte Mann : Carola Fischer
- 2001-2002 : Abschnitt 40, épisodes Kopflos et Berlin - Abschnitt 40 : Commissaire de police Iris Müller-Martinez
- 2002 : Mission sauvetages, épisode Voller Hoffnung : Amelie Quandt
- 2003 : Soko brigade des stups épisode Seitensprünge : Judith Kampmann
- 2004-2008 : Im Tal des Schweigens, 4 épisodes : Anna Wallner / Anna Christeiner
- 2004–2005 : Unter weißen Segeln, 3 épisodes : Marlene Degener
- 2004–2015 : München 7 : Elfi Pollinger
- 2013 : Das Traumhotel – Myanmar, épisode Myanmar : Maria Schneider
- 2005–2013 : Die Landärztin, 10 épisodes : Dr. Johanna Lohmann
- 2015 : Soko brigade des stups épisode Die grüne Schlange : Alexandra Weinberger

#### Téléfilms
- 1984 : Wie im Paradies oder Ein gnadenloser Tag im Leben des Alois B. de Bernd Fischerauer : Fanny
- 1984 : Tapetenwechsel de Gabriela Zerhau
- 1985 : Seemann, gib Obacht! de Ulrich Beiger et Hans W. Reichel : Rosemarie Nettinger
- 1986 : Prämienkind de Olf Fischer
- 1986 : Stinkwut de Michael Verhoeven : Sabine
- 1989 : Der neue Mann de Konrad Sabrautzky : Doris
- 1991 : Abgetrieben de Norbert Kückelmann : Mme Sommer
- 1991 : Dido – Das Geheimnis des Fisches : Thais
- 1993 : Das Paradies am Ende der Berge de Otto Retzer : Leni Sternbach-Stolze
- 1994 : Robert darf nicht sterben de Thomas Jacob : Anna Felber
- 1995 : Der Mann, der Angst vor Frauen hatte de Felix Dünnemann : Frau Pogge
- 1995 : Knallhart daneben de Sigi Rothemund : Norma
- 1996 : Gestohlenes Mutterglück de Wolfgang Mühlbauer : Annie Hertel
- 1997 : Rex - Les jeunes années de Oliver Hirschbiegel : Christine Nachmann
- 1997 : Weihnachten mit Willy Wuff 3 de Maria Theresia Wagner : Rita
- 1997 : Die unerwünschte Zeugin de Maria Theresia Wagner
- 1997 : König auf Mallorca de Krystian Martinek : Karen
- 1997 : Du hast mir meine Familie geraubt de Wolfgang Mühlbauer : Maya
- 1998 : Krambambuli de Xaver Schwarzenberger : Johanna Walch
- 1998 : Liebe mich bis in den Tod de Michael Keusch : Lydia Arndt
- 1998 : Mariage dangereux de Konrad Sabrautzky : Cara
- 1998 : Der große Bagarozy de Bernd Eichinger : Lioba
- 1998 : Ich bin kein Mann für eine Frau de Michael Lähn : Barbara Müller
- 1998 : Papa, ich hol dich raus de Hartmut Griesmayr : Katharina
- 2000 : Frische Ware de Paul Harather : Kellnerin Zilli Millauer
- 2000 : Altweibersommer de Martina Elbert : employée
- 2000 : Der Preis der Schönheit de Vera Loebner : Lena Rauch
- 2000 : Échec et coup de foudre de Thomas Jacob : Britta Jacobsen
- 2001 : Männer sind zum Abgewöhnen de Christian Schumacher : Marlene Hagedorn
- 2001 : Kleeblatt küsst Kaktus de Thomas Nennstiel : Maria Schreiber
- 2001 : Mein Vater und andere Betrüger de Christian von Castelberg : Delphine
- 2002 : Une copie presque conforme de Karen Müller : Tatjana Laake / Rebekka Butt
- 2002 : Vollweib sucht Halbtagsmann de Helmut Metzger : Anna Schröder
- 2002 : La fille de mon cœur de Dietmar Klein : Sabrina Maurer
- 2002 : Trenck l'insoumis de Gernot Roll : Baronne von Kollwitz
- 2002 : Knallharte Jungs de Granz Henman : Sexologue Regina Deutsch
- 2003 : Tausche Firma gegen Haushalt de Karen Müller : Katrin Lackner
- 2003 : Sucré & salé de Michael Kreihsl : Lena Mayerhofer
- 2003 : Pumuckl und sein Zirkusabenteuer de Peter Weissflog : Henriette Straub
- 2004 : Die Geierwally de Peter Sämann : Wally Flender
- 2004 : Weißblaue Wintergeschichten de Bettina Braun : Carola Wolf
- 2004 : Mein Bruder ist ein Hund de Peter Timm : Mutter Maria
- 2005 : L'amour sans complexe de Matthias Kopp : Julia
- 2005 : Une maman formidable de Thomas Jacob : Cleo Berger
- 2005 : Es ist ein Elch entsprungen de Ben Verbong : Gerlinde
- 2005 : Das beste Jahr meines Lebens de Olaf Kreinsen : Laura Vandenberg
- 2005 : Un Noël tout en douceurs de Gabi Kubach : Laura Sebald
- 2005 : Folge deinem Herzen de Peter Sämann : Dr. Katrin Berger
- 2006 : Eva Zacharias de Susanne Zanke : Eva Zacharias
- 2006 : Die Frau des Heimkehrers de Gabi Kubach : Eva Rombach
- 2006 : Am Ende des Schweigens de Erhard Riedlsperger : Jessica Wahlberg
- 2007 : Momella – Eine Farm in Afrika de Bernd Reufels : Margarete Trappe
- 2007 : Für immer Afrika de Peter Sämann : Dr. Katrin Berger
- 2007 : Le poids de l'amour de Thomas Nennstiel : Carla 'Christin' Hahn
- 2007 : Le temps des cerises de Peter Sämann : Clara
- 2007 : Suchkind 312 de Gabi Kubach : Ursula Gothe
- 2008 : Afrika im Herzen de Peter Sämann : Dr. Katrin Berger
- 2008 : Insel des Lichts de Wolf Gremm : Nora Bernd
- 2008 : Die Lebenslüge de Peter Sämann : Sophie Brückner
- 2008 : Treuepunkte de Thomas Nennstiel : Andrea Schnidt
- 2008 : La mère Noël de Gabi Kubach : Klaudia Wehmeyer
- 2008 : Tischlein deck dich de Ulrich König : Wirtin
- 2009 : Heiße Spur de Markus Rosenmüller : Milla Boone
- 2009 : Alle Sehnsucht dieser Erde de Wolf Gremm : Patricia 'Pat' Wilson
- 2009 : Les gourmandises de Lilly de Udo Witte : Lilly Heiden
- 2009 : Meine Heimat Afrika de Erhard Riedlsperger : Hanna Edlinger
- 2010 : Wer zu lieben wagt de Wolf Gremm : Dr. Maria Berger
- 2010 : Mon trésor du bout du monde de Hartmut Griesmayr : Katja Winzer
- 2010 : Lügen haben linke Hände de Thomas Nennstiel : Mona Nagel
- 2010 : Wie ein Stern am Himmel de Hartmut Griesmayr : Marlen Born
- 2010 : L'Hôtel des amours passées de Thomas Nennstiel : Anne Berger
- 2010 : Sotto il cielo di Roma de Christian Duguay : Sœur Pascalina Lehnert
- 2010 : Gurbet - Fremde Heimat de Deniz Sözbir : la propriétaire de la boutique
- 2011 : Der kalte Himmel de Johannes Fabrick : Marie Moosbacher
- 2011 : Die Minensucherin de Markus Rosenmüller : Nina Schneider
- 2011 : Gottes mächtige Dienerin de Markus Rosenmüller : Sœur Pascalina
- 2011 : Das Mädchen aus dem Regenwald de Wolf Gremm : Dr. Julia Wagner
- 2012 : Kennen Sie Ihren Liebhaber? de Michael Kreindl : Victoria Stellmann
- 2012 : Hannas Entscheidung de Friedemann Fromm : Hanna Forster
- 2012 : Dora Heldt – Bei Hitze ist es wenigstens nicht kalt de Mark von Seydlitz : Doris Goldstein-Wagner
- 2012 : Mein verrücktes Jahr in Bangkok de Sigi Rothemund : Sabine Kremer
- 2012 : Die Holzbaronin de Markus Rosenmüller : Elly Brauer
- 2012 : Die Pastorin de Josh Broecker : Franziska Kemper
- 2013 : Bella und der Feigenbaum de Michael Kreindl : Bella / Amalia
- 2013 : Collider de Hansjörg Thurn : Rosi Wieczorek
- 2014 : Die Briefe meiner Mutter de Peter Gersina : Katharina Helmer

## Distinctions
- Prix Adolf-Grimme 1992 : or
- Telestar 1996 :  Meilleure actrice dans une série pour Aussi longtemps que l'amour est là
- Prix Adolf-Grimme 1999 pour Krambambuli
- Prix bavarois 2000 de télévision pour Frische Ware
- Pro meritis scientiae et litterarum 2002
- Ordre du mérite bavarois 2007
- Bambi 2008 dans la catégorie « Télévision »
- Nymphe d'or 2012 pour son rôle dans La décision de Hanna
- Festival de télévision de Monte-Carlo 2012 : Meilleure actrice pour Hannas Entscheidung